# Ampliación las Fuentes
Ampliación las Fuentes är en ort i Mexiko.   Den ligger i kommunen Jiutepec och delstaten Morelos, i den sydöstra delen av landet, 60 km söder om huvudstaden Mexico City. Ampliación las Fuentes ligger 1 342 meter över havet och antalet invånare är 517.
Terrängen runt Ampliación las Fuentes är huvudsakligen kuperad, men åt sydväst är den platt. Terrängen runt Ampliación las Fuentes sluttar söderut. Runt Ampliación las Fuentes är det mycket tätbefolkat, med 3 134 invånare per kvadratkilometer. Närmaste större samhälle är Cuernavaca, 9,2 km nordväst om Ampliación las Fuentes. Omgivningarna runt Ampliación las Fuentes är en mosaik av jordbruksmark och naturlig växtlighet.